# Cal Xic (Navars)
Cal Xic és una masia de Navars (Bages) inclosa a l'Inventari del Patrimoni Arquitectònic de Catalunya.

## Descripció
Edifici civil. Masia orientada a l'est. Tipus II de la classificació de J. Danés. De tres plantes, simètric, amb un finestral de mig punt a la tercera. Ampliació a la banda esquerra. Construccions annexes. Material de construcció = Pedra i fang.

## Història
L'edifici fou construït entre 1862 i 1869 segons consta en diverses inscripcions. Abans era anomenat cal chic de garrigues.